# Expozice času Šternberk

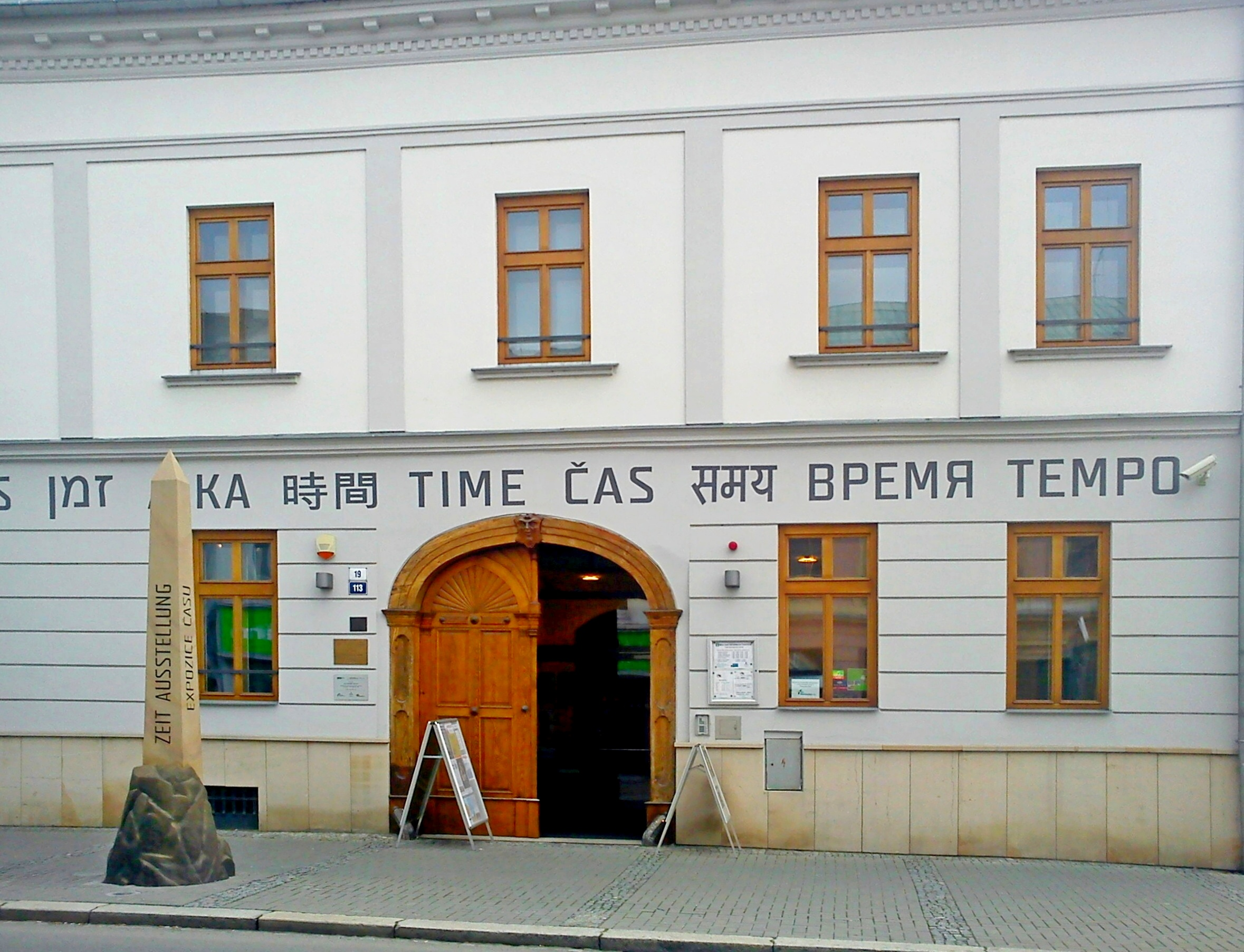
Expozice času a infocentrum města

 Expozice času je specifické muzeum, které vzniklo v roce 2011 v bývalém domě osvěty ve Šternberku na ulici ČSA čp. 19. Expozice nabízí návštěvníkům nevšední pohled na čas a jeho měření od vesmírného vzniku času až po atomové hodiny. Expozice je sestavena z 250 exponátů. K muzeu se pojí též doprovodné akce pro školy i pro rodiny s dětmi a doprovodné programy (koncerty, filmy, výstavy). Mnohé interaktivní programy poskytlo Vlastivědné muzeum v Olomouci, Národní technické muzeum v Praze, Židovské muzeum v Praze a více než dvacet českých a světových muzeí. Expozici času provozují Městská kulturní zařízení, zřizovatelem je město Šternberk. Autorem projektu je Ing. Ladislav Kopecký, realizátorem bylo studio Createam s.r.o. Výtvarné a prostorové řešení vytvořila akademická malířka Yveta Absolonová.
V části věnované vesmíru najde návštěvník interaktivní obrazovku, kde si může zkusit uspořádat planety sluneční soustavy na jejich oběžných drahách. Uvidí zde zajímavé 3D modely apod.
V další galerii se návštěvníci seznámí s vývojem kalendářů až dojdou k hodinám od nejstarších, přesýpacích a slunečních po model atomových hodin z Královské observatoře Greenwich. Expozice připomene návštěvníkům Mikoláše Koperníka, G. Galileiho i Alberta Einsteina.
Součástí expozice je také interaktivní panel s možností poslechu českých a moravských zvonů.
Město Šternberk se v druhé polovině 20. století pyšnilo výrobou nástěnných hodin a budíků. Část expozice je proto věnována výrobkům tehdejšího podniku Chronotechna a také je zde ukázka hodinářské dílny s mnoha zajímavými nástroji. Všechny texty v expozici jsou řešeny dvojjazyčně (česky a anglicky).

## Tematické členění expozice
1. Cesta vesmírem
2. Čas a kalendáře
3. Nejstarší hodiny
4. Mechanické hodiny
5. Hodinářská dílna a zvláštnosti pohonu hodin
6. Elektrické a elektronické hodiny
7. Čas ve výtvarném umění a v hudbě
8. Čas v pojetí vědy od antiky po současnost
9. Budoucnost
10. Hodinářství v olomouckém regionu a připomínka šternberské produkce

Ukázka exponátů
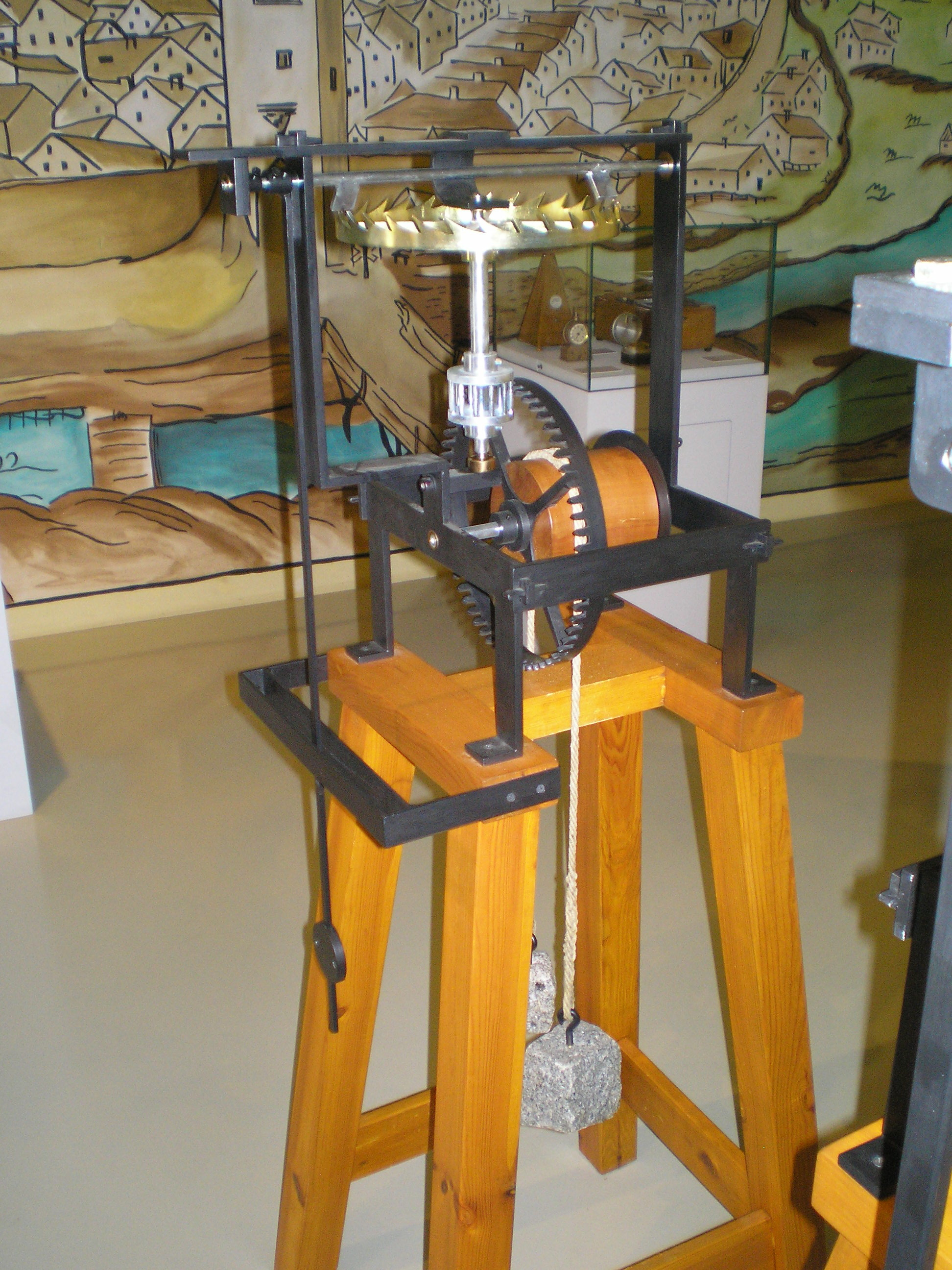
Model hodinového stroje
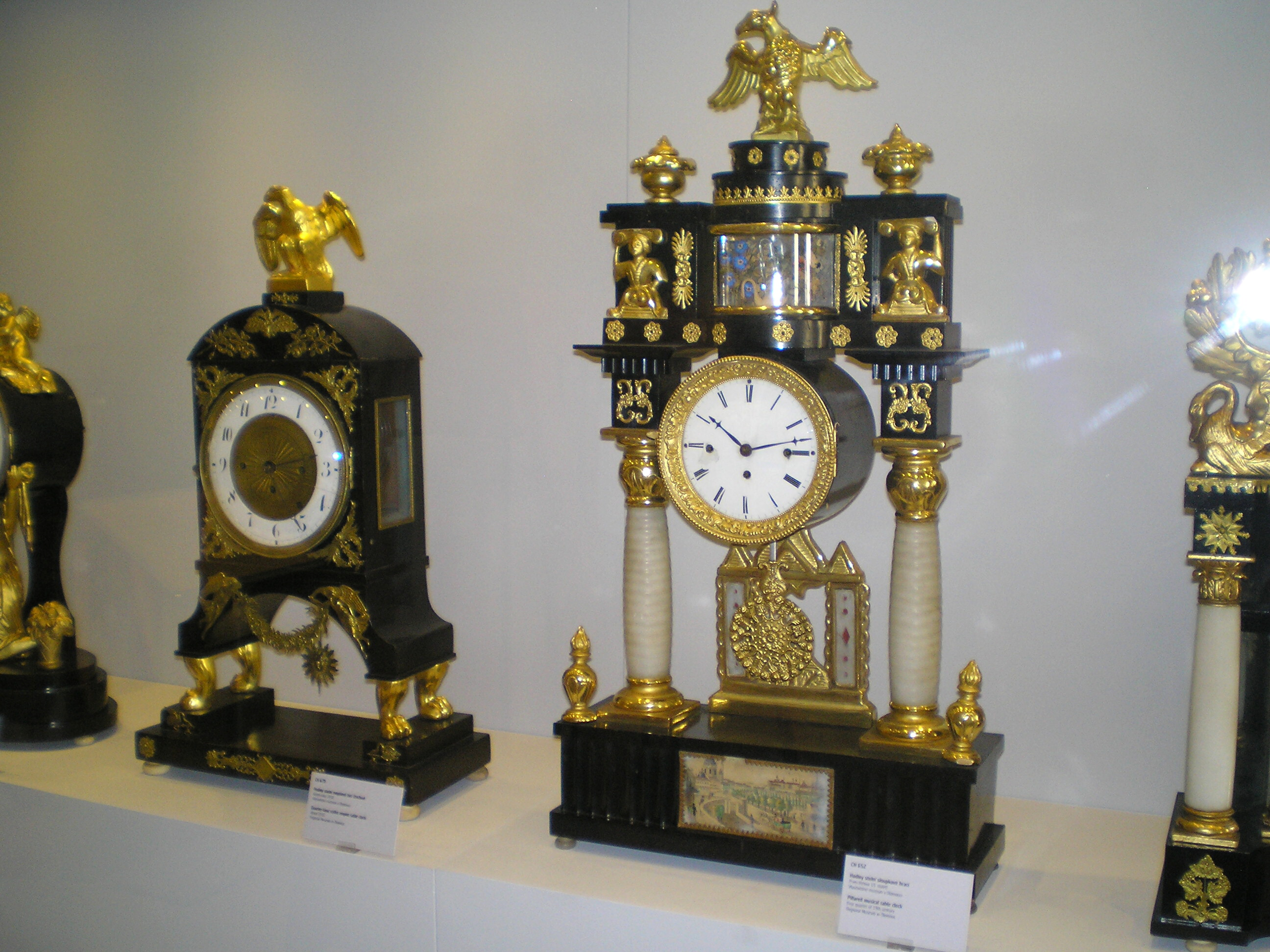
Sloupkové hodiny
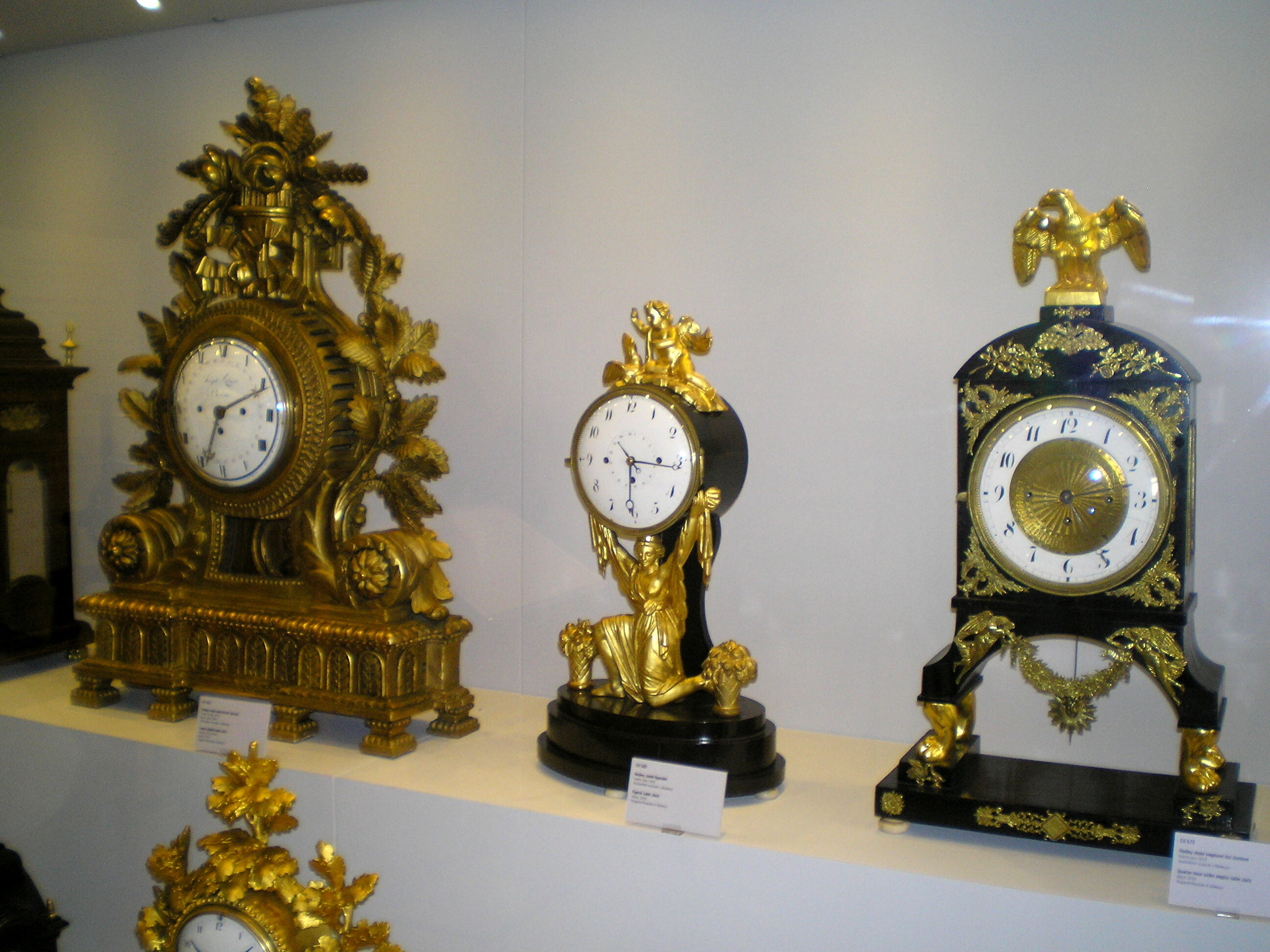
Mechanické hodiny
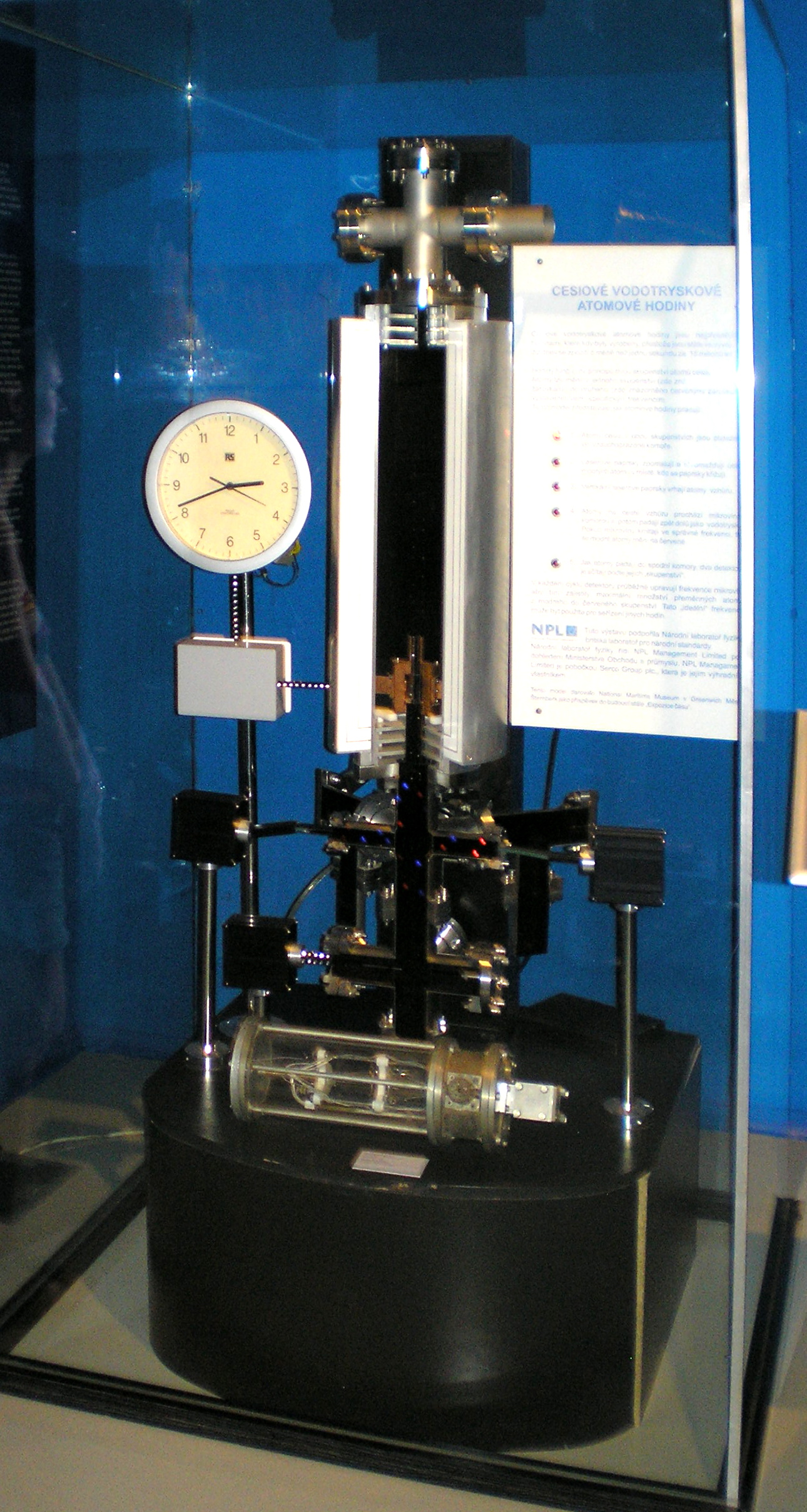
Model atomových hodin
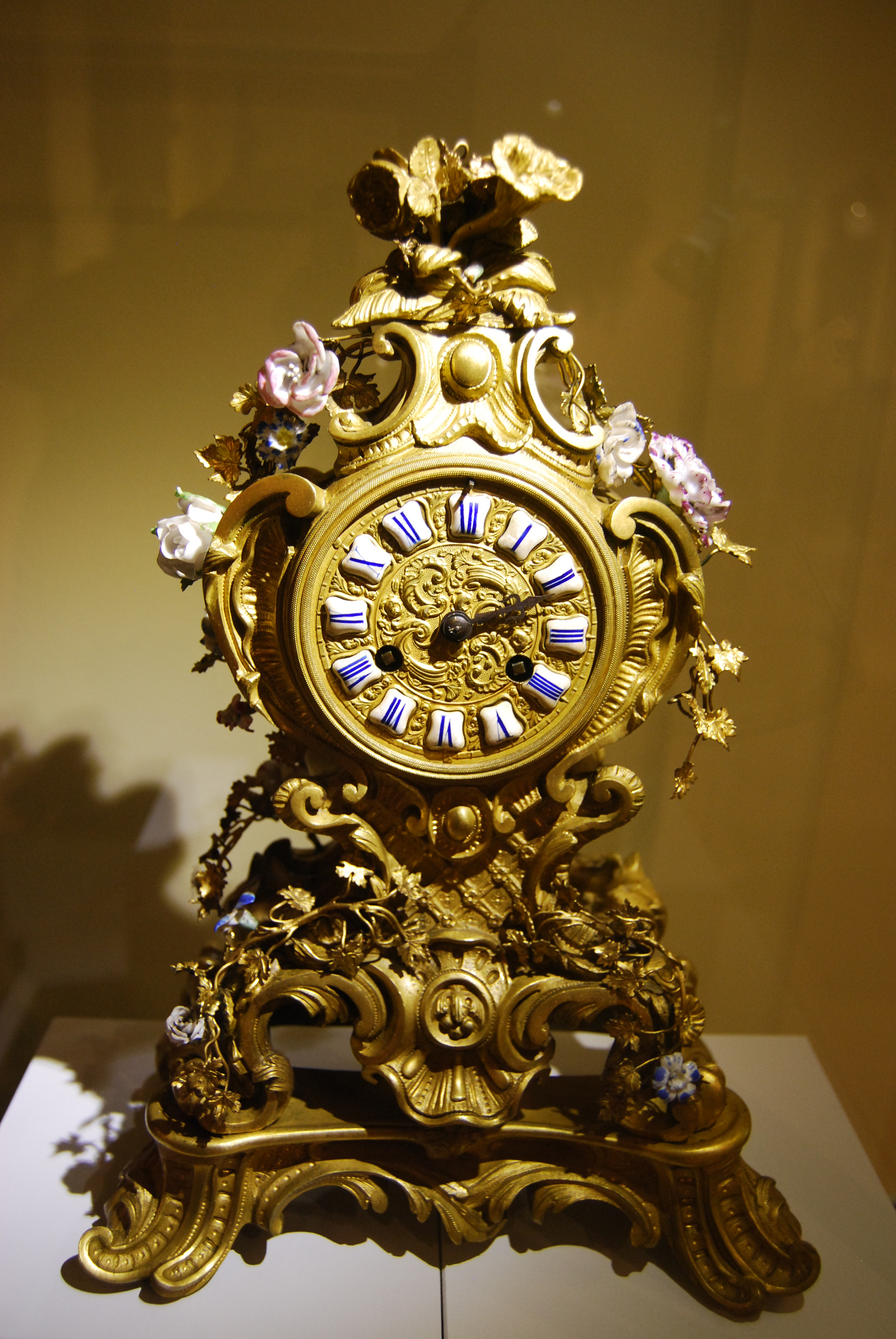
Kartušové hodiny
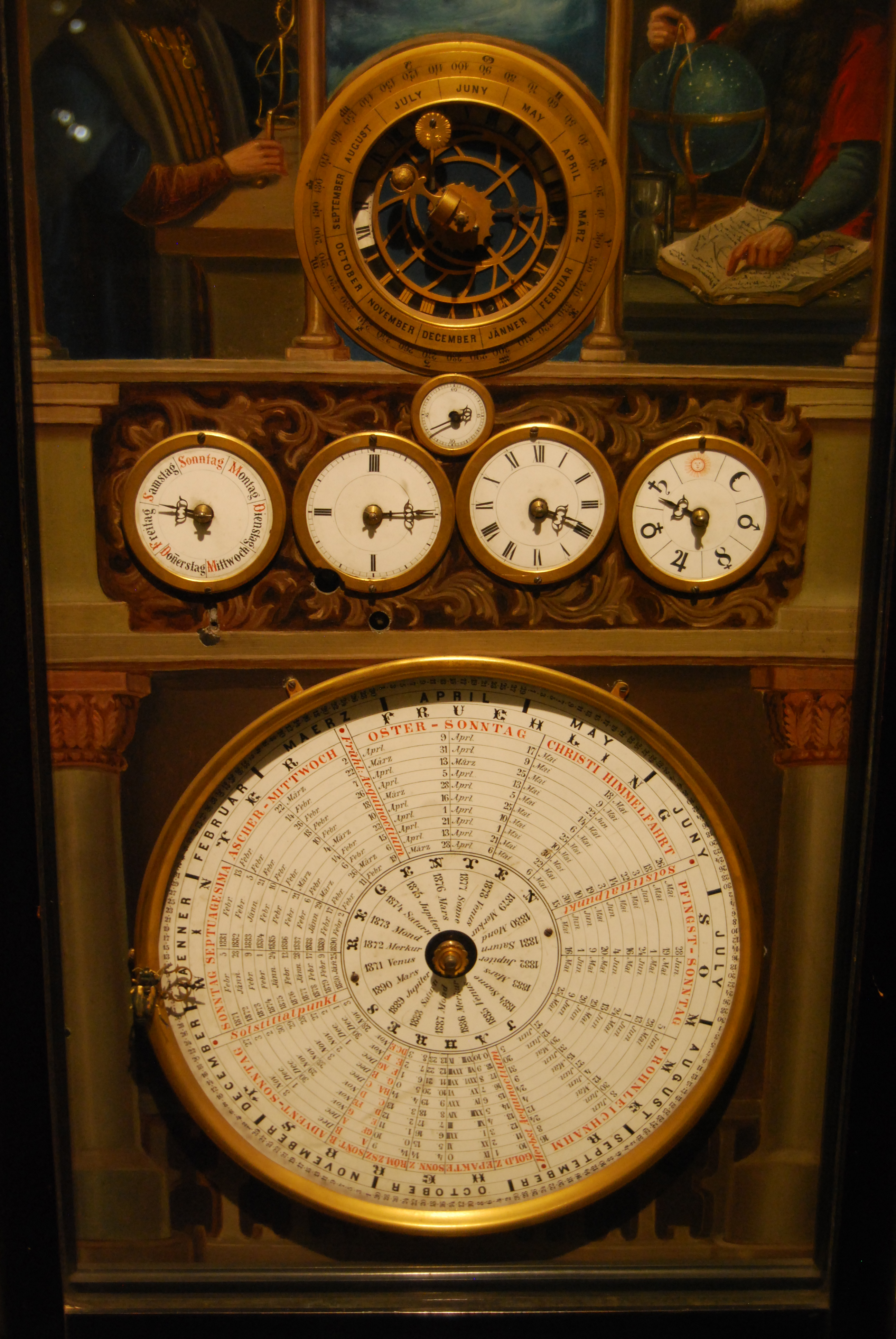
Stolní orloj - detail